# The Well Sick Man
The Well Sick Man è un cortometraggio muto del 1913 diretto da J. Searle Dawley.

## Trama
Un uomo d'affari, John Norwood, quando scopre che la figlia Marion è innamorata di uno dei suoi dipendenti, licenzia il giovane che allora parte per il West. La ragazza, non volendo rinunciare all'innamorato, convince il padre di aver bisogno di una bella vacanza e se lo porta in California. Lì, mentre sta per annegare, Marion viene salvata da un giovanotto che si rivela essere l'impiegato licenziato.

## Produzione
Il film fu prodotto dalla Edison Company.

## Distribuzione
Distribuito dalla General Film Company, il film - un cortometraggio in una bobina - uscì nelle sale cinematografiche degli Stati Uniti il 9 aprile 1913.